# Shamal George
Shamal Tyrell George (Birkenhead, 6 gennaio 1998) è un calciatore inglese, portiere del Wycombe.

## Carriera
Dal 2009 al 2017 George gioca nelle giovanili del Liverpool, che il 1º agosto 2017 viene ceduto in prestito al Carlisle United, club della quarta divisione inglese, con il quale il portiere all'età di diciotto anni esordisce tra i professionisti, trascorrendo una stagione come riserva nel club della Cumbria, con cui gioca quattro partite in Football League Two e tre partite nel Football League Trophy.
Il 24 luglio 2018 passa in prestito al Tranmere, club della sua città natale, sempre in League Two; di fatto con il Tranmere non scende mai in campo in campionato e disputa solamente una partita in Coppa di Lega e due partite nel Football League Trophy. Il 2 settembre 2019 viene girato in prestito semestrale al Marine, club militante in Northern Premier League Division One North West, l'ottava divisione del campionato inglese, terminando poi la stagione 2019-2020 nuovamente al Liverpool, dove comunque non scende mai in campo in partite ufficiali. Il 28 agosto 2020 viene acquistato a titolo definitivo dal Colchester United, club di quarta divisione, a cui si lega con un contratto biennale.
Il 23 luglio 2022, dopo aver trascorso due stagioni in League Two, si trasferisce al Livingston, squadra della massima divisione scozzese, firmando un contratto quadriennale e venendo fin da subito impiegato come portiere titolare.

## Statistiche

### Presenze e reti nei club
Statistiche aggiornate al 19 maggio 2024.
| Stagione                 | Squadra                  | Campionato               | Campionato | Campionato | Coppe nazionali | Coppe nazionali | Coppe nazionali | Coppe continentali | Coppe continentali | Coppe continentali | Altre coppe | Altre coppe | Altre coppe | Totale | Totale |
| Stagione                 | Squadra                  | Comp                     | Pres       | Reti       | Comp            | Pres            | Reti            | Comp               | Pres               | Reti               | Comp        | Pres        | Reti        | Pres   | Reti   |
| ------------------------ | ------------------------ | ------------------------ | ---------- | ---------- | --------------- | --------------- | --------------- | ------------------ | ------------------ | ------------------ | ----------- | ----------- | ----------- | ------ | ------ |
| 2017-gen. 2018           | Carlisle United          | FL2                      | 4          | -5         | FACup+CdL       | 0               | 0               |                    | -                  | -                  | FLT         | 3           | -3          | 7      | -8     |
| 2018-gen. 2019           | Tranmere                 | FL2                      | 0          | 0          | FACup+CdL       | 0+1             | 0; -3           |                    | -                  | -                  | FLT         | 2           | -5          | 3      | -8     |
| 2020-2021                | Colchester United        | FL2                      | 15         | -12        | FACup+CdL       | 0               | 0               |                    | -                  | -                  | FLT         | 3           | -4          | 18     | -16    |
| 2021-2022                | Colchester United        | FL2                      | 30         | -33        | FACup+CdL       | 1+1             | 0; -1           |                    | -                  | -                  | FLT         | 0           | 0           | 32     | -34    |
| Totale Colchester United | Totale Colchester United | Totale Colchester United | 45         | -45        |                 | 2               | -1              |                    | -                  | -                  |             | 3           | -4          | 50     | -50    |
| 2022-2023                | Livingston               | SP                       | 32         | -47        | CS+CdL          | 2+1             | -4; -2          |                    | -                  | -                  |             | -           | -           | 35     | -53    |
| 2023-2024                | Livingston               | SP                       | 32         | -56        | CS+CdL          | 1+5             | -1+-4           |                    | -                  | -                  |             | -           | -           | 38     | -61    |
| Totale Livingston        | Totale Livingston        | Totale Livingston        | 64         | -103       |                 | 9               | -11             |                    | -                  | -                  |             | -           | -           | 73     | -114   |
| Totale carriera          | Totale carriera          | Totale carriera          | 113        | -153       |                 | 12              | -15             |                    | -                  | -                  |             | 8           | -12         | 133    | -180   |